# Deutsche-Afrika-Bank-Gebäude
Das Deutsche-Afrika-Bank-Gebäude ist ein Baudenkmal in der namibischen Küstenstadt Lüderitz. Das Gebäude wurde 1907 errichtet und am 7. Februar 1980 zum Nationalen Denkmal erklärt.

## Bank und Gebäude
Die 1906 oder 1907 von der Disconto-Gesellschaft, Adolph Woermann und der Norddeutsche Bank mit einem Aktienkapital von 1 Mio. Mark gegründete Deutsche Afrika-Bank AG errichtete 1907 auf Grundlage der Planungen von dem – ursprünglich „allem Anschein nach aus Alfeld an der Leine“ stammenden –  Lüderitzer Baumeister Albert Bause (1872–1930) als erste Bank in Lüderitz das Deutsche-Afrika-Bank-Gebäude. Das Bankhaus war ein Nachfolgeunternehmen der „Damara & Namaqua Handelsgesellschaft mbH“, welche von der South West Africa Company und C. Woermann gegründet und später von Woermann & Brock übernommen wurde.
Nach dem Ersten Weltkrieg wurde die Bank geschlossen und 1922 von der Südafrikanischen Nationalbank und später von Barclays Bank übernommen. Andere Quellen sprechen von einer Übernahme der DAB 1915 durch die National Bank of South Africa (heute FNB Namibia), die 1926 in Barclays aufging bzw. einem Verkauf der DAB 1919 durch Carl List an Barclays. 1958 ging das Gebäude in Privatbesitz von Wilfried Franz Lubowski, dem Vater von Anton Lubowski über.
Heute befindet sich in dem Gebäude unter anderem eine Filiale der Nedbank Namibia.